# Constant du Val de Beaulieu

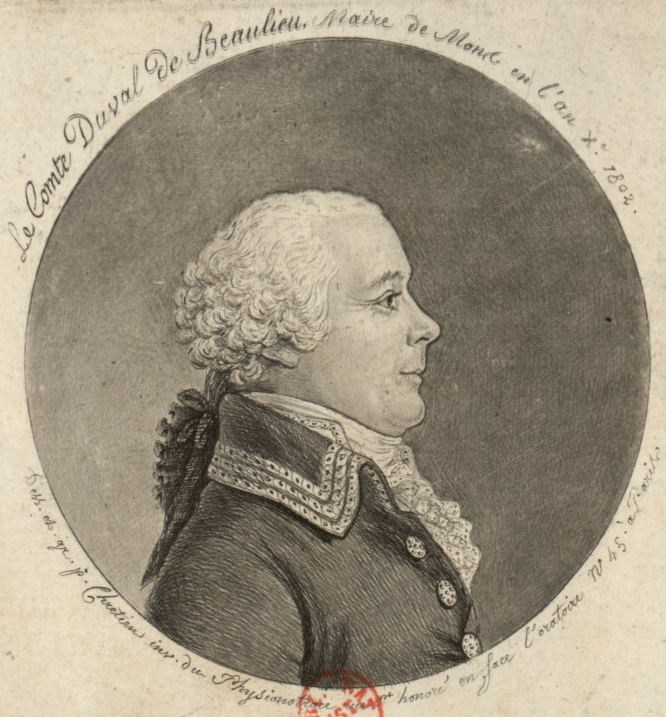
Constant du Val de Beaulieu

Joseph Constant Fidèle du Val (of Duval) de Beaulieu (Leuze, 10 april 1751 - Bergen, 11 mei 1828) was een empiregraaf en burgemeester van Bergen.

## Levensloop
Constant Duval was een zoon van de in 1783 geridderde advocaat Guillaume du Val en van Yolande Hubert. Hij trouwde in eerste huwelijk in 1785 in Bergen met Marie-Thérèse de Wolff (1750-1800). Ze hadden twee zoons, Dieudonné du Val de Beaulieu, lid van het Belgisch Nationaal Congres, en Edouard du Val de Beaulieu, luitenant-generaal. In 1804 hertrouwde hij met Catherine Franeau d'Hyon de Gomegnies (1748-1814).
Onder het Oostenrijks bewind was hij lid van de Staten van Henegouwen en raadslid van Bergen. Hij werd nog in 1792 door keizer Leopold II van Oostenrijk tot baron bevorderd. Als conservatief hield hij zich tijdens de revolutiejaren gedeisd. Het belette hem niet om van de nieuwe toestand te profiteren en tegen weggeefprijs de vroegere Abdij van Cambron aan te kopen, waar hij een stoeterij in organiseerde die weldra internationale bekendheid verwierf. In 1798 kocht hij ook de Abdij van Saint-Denis-en-Broqueroie aan en liet de abdijkerk afbreken om als bouwmateriaal te verkopen.
In 1800 keerde het tij en werd hij burgemeester van Bergen, de eerste in dit ambt na de herinrichting van de gemeentebesturen onder het Consulaat. Hij behield dit ambt tot in 1815. Hij kreeg de reputatie eerder een fuifnummer te zijn dan een aandachtig bestuurder van zijn stad.
Du Val was lid van de vrijmetselaarsloge La Concorde in Bergen.
In 1809 verkreeg hij open brieven waarmee hij tot empiregraaf werd verheven.
Onder het Verenigd Koninkrijk der Nederlanden werd hij als te Fransgezind uit zijn functie ontheven. Hij werd nochtans in 1816 erkend in de erfelijke adel en benoemd tot lid van de Ridderschap van de Nederlandse provincie Henegouwen met de titel baron, overdraagbaar bij eerstgeboorte. In 1820 werd hij bevorderd tot graaf, eveneens overdraagbaar bij eerstgeboorte en de titel van baron, overdraagbaar bij eerstgeboorte, ten gunste van zijn zoon Edouard.